# Burkut
Burkut (ukrainisch und russisch Буркут; polnisch Burkut oder älter Borkut) ist ein Dorf in den Ostkarpaten im Süden der ukrainischen Oblast Iwano-Frankiwsk im Südosten der historischen Landschaft Galizien mit etwa 0 Einwohnern (2017).
Die Ortschaft entstand im 19. Jahrhundert, als hier ein Mineralwasservorkommen erschlossen wurde, an denen sich bereits im Sommer 1901 Lessja Ukrajinka über 40 Tage behandeln ließ. Auch ein Kurbetrieb wurde eingerichtet, dieser ging aber nach dem Ersten Weltkrieg zu Grunde, Versuche, den Betrieb während der Zugehörigkeit zur Zweiten Polnischen Republik zwischen 1919 und 1939 zu reaktivieren, scheiterten.
Das erst 1932 eigenständig gewordene Dorf liegt am Tschornyj Tscheremosch in Pokutien und befindet sich 152 km südlich der Oblasthauptstadt Iwano-Frankiwsk und 39 km südlich vom Rajonzentrum Werchowyna. Südöstlich vom Dorf liegt mit dem 1766,5 m hohen Hnatassja der südlichste Berg der ukrainischen Karpaten.
Am 27. Februar 2020 wurde das Dorf ein Teil der neu gegründeten Landgemeinde Selene im Rajon Werchowyna, bis dahin war es ein Teil der Landratsgemeinde Selene im Süden des Rajons.